# Stradouň
Stradouň (en allemand : Stradaun) est une commune du district d'Ústí nad Orlicí, dans la région de Pardubice, en République tchèque. Sa population s'élevait à 174 habitants en 2024.

## Géographie
Stradouň se trouve à 8 km à l'est-nord-est du centre de Vysoké Mýto, à 24 km à l'ouest de Ústí nad Orlicí, à 22 km à l'est-sud-est de Pardubice et à 117 km à l'est-sud-est de Prague.
La commune est limitée par Trusnov et Radhošť au nord, par Vraclav au nord-est et à l'est, par Vinary et Chroustovice au sud, et par Ostrov à l'ouest.

## Histoire
La première mention écrite de la localité date de 1160.

## Transports
Par la route, Stradouň trouve à 9,5 km de Vysoké Mýto, à 21 km de Chrudim, à 25 km de Pardubice, à 31 km d'Ústí nad Orlicí et à 140 km de Prague. 